# خاویر گونسالس (بازیکن فوتبال، زاده ۱۹۳۹)
خاویر گونسالس (اسپانیایی: Javier González‎; ۱۱ مهٔ ۱۹۳۹ – ۱۱ آوریل ۲۰۱۸) بازیکن فوتبال اهل پرو بود.
از باشگاه‌هایی که در آن بازی کرده‌است می‌توان به باشگاه فوتبال آلیانزا لیما اشاره کرد.
وی همچنین در تیم ملی فوتبال پرو بازی کرده‌است.